# Apseudes robustus
Apseudes robustus är en kräftdjursart som beskrevs av Georg Ossian Sars 1882. Apseudes robustus ingår i släktet Apseudes och familjen Apseudidae. Inga underarter finns listade i Catalogue of Life.